# Aposopsyllus schulzi
Aposopsyllus schulzi är en kräftdjursart. Aposopsyllus schulzi ingår i släktet Aposopsyllus och familjen Paramesochridae. Inga underarter finns listade i Catalogue of Life.